# Chemin de fer de Marquion à Cambrai
Le Chemin de fer de Marquion à Cambrai a fonctionné dans les départements du Nord et du Pas-de-Calais entre 1899 et 1964. L'exploitation est assurée par la compagnie du chemin de fer de Marquion à Cambrai, puis par la  Compagnie générale de voies ferrées d'intérêt local après 1930.

## La ligne
- Marquion - Cambrai: (20km), ouverture 1899, fermeture 1964

Elle fut le prolongement vers Cambrai de la Ligne de Boisleux à Marquion